# Sven Pusback
Sven Pusback (* 1977) ist ein ehemaliger deutscher Footballspieler.

## Laufbahn
Pusback spielte ab 1993 bei den Berliner Bären, anschließend bei den Berlin Kobras. 1998 sowie 2003 und 2004 stand er in Diensten der Berlin Adler in der höchsten deutschen Liga, der GFL. Nachdem er mit der Mannschaft 2004 den deutschen Meistertitel gewonnen hatte, verließ er die Hauptstadt. Zur Saison 2005 wechselte er zu den Braunschweig Lions, die er mit den Adlern im Endspiel um die deutsche Meisterschaft 2004 bezwungen hatte. Er lief für Braunschweig in den Spieljahren 2005 und 2006 auf, in denen er mit den Niedersachsen jeweils deutscher Meister wurde. 2007 stand er bei den Eidsvoll 1814s in Norwegen unter Vertrag, wurden dann als Rückkehrer bei den Braunschweigern vermeldet, schloss sich dann aber den Dresden Monarchs an. In der Saison 2008, die er mit den Kiel Baltic Hurricanes begann, zog sich Pusback im zweiten Spiel eine Knieverletzung zu, war aber in dieser Saison als auch in der darauffolgenden daran beteiligt, dass Kiel jeweils ins Endspiel um die deutsche Meisterschaft einzog. Dort verlor man indes beide Male. 2010 gelang ihm dann mit den Ostseestädtern der Schritt zum Titel, man wurde durch einen Endspielsieg über seine frühere Mannschaft, die Berlin Adler, deutscher Meister.
2011 stand er erneut für die Dresden Monarchs auf dem Feld, ab 2012 verstärkte Pusback die Berlin Rebels. Der beruflich als Fitness- und Athletiktrainer tätige 1,79 Meter messende Spieler ging zur Saison 2016 zu den Berlin Adlern zurück. Pusback kam im Laufe seiner Karriere auf den Spielpositionen Wide Receiver und Cornerback zum Einsatz.